# Маркович Олег Ігорович
Маркович Олег Ігорович (11 травня 1991, м. Львів — 26 квітня 2023, с. Іванівське, Донецька область) — український військовослужбовець, молодший сержант 80 ОДШБр Збройних сил України, учасник російсько-української війни.

## Життєпис
Народився 11 травня 1991 в місті Львів. Навчався у Ліцеї № 2 Львівської міської ради. Здобував вищу освіту у Національному університеті «Львівська політехніка» за спеціальністю «Менеджмент». Після завершення навчання проходив службу у внутрішніх військах МВС в Одесі. У мирний час працював у Товаристві з обмеженою відповідальністю «Група компаній „Фокстрот“». Пройшов професійний шлях від продавця до директора магазину, неодноразово здобував звання «найкращий працівник та керівник».
Протягом 2014—2015 років виконував бойові завдання у зоні проведення антитерористичної операції у складі 80-ї окремої десантно-штурмової бригади Десантно-штурмових військ Збройних Сил України. Із першого дня повномасштабного вторгнення російської федерації разом із побратимами повернувся до лав 80-ї бригади. Боровся із окупантами на території Миколаївської, Херсонської, Харківської та Донецької областей.

## Загибель
Загинув унаслідок ворожого артилерійського обстрілу під час запуску дрона біля села Іванівське на Донеччині. Похований 29 квітня 2023 року на Марсовому полі Личаківського цвинтаря у Львові.

## Нагороди
- Орден «За мужність» ІІ ступеня (21 червня 2023, посмертно) — за особисту мужність, виявлену у захисті державного суверенітету та територіальної цілісності України, самовіддане виконання військового обов'язку[4].
- Орден «За мужність» ІІІ ступеня (14 вересня 2022) — за особисту мужність, виявлену у захисті державного суверенітету та територіальної цілісності України, самовіддане виконання військового обов'язку[5]
- Медаль «За військову службу Україні» (4 серпня 2022) — за особисту мужність і самовіддані дії, виявлені у захисті державного суверенітету та територіальної цілісності України, вірність військовій присязі[6]